# Mitsukurina
Mitsukurina, rekin chochlik, rekin Owstona (Mitsukurina owstoni) – gatunek głębinowego rekina, jedyny żyjący przedstawiciel rodziny Mitsukurinidae. Charakterystyczną cechą tego gatunku jest nietypowy kształt głowy, z długim, przypominającym kielnię dziobem (rostrum). Ponadto mitsukurina wyróżnia się różowym kolorem całego ciała i wysuwalnymi szczękami.
Mitsukurina owstoni występuje w głębinach morskich, poniżej głębokości 200 m. Zasięg występowania obejmuje Pacyfik od Australii po Zatokę Meksykańską Oceanu Atlantyckiego, jednak najlepiej znany jest z rejonu Japonii, gdzie został odkryty dla nauki w 1898 roku.
Mitsukuriny odżywiają się m.in. głowonogami, skorupiakami i rybami. Bardzo słabo poznana jest biologia zwierzęcia, ponieważ rzadko jest obserwowany w warunkach naturalnych. Wydaje się, że mimo swojej rzadkości populacja rekina nie jest zagrożona i klasyfikowany jest przez IUCN jako gatunek niższego ryzyka (LC).

## Występowanie
Mitsukurina owstoni jest gatunkiem głębokowodnym, spotykanym na ogół przy dnie, na głębokości około 250 m. Istnieje doniesienie o najgłębiej złowionym przedstawicielu gatunku na głębokości 1300 m. Jest stosunkowo rzadko łowiony. Do 1985 roku w literaturze przedstawiono opisy jedynie 33 okazów, z czego 23 pochodziły z wód Japonii. W największej tego typu pracy, opublikowanej w 2007 roku, opisano łączną liczbę 148 okazów ryby. Większość z nich została złapana w przybrzeżnych wodach Japonii, od strony Pacyfiku. Spotykano te rekiny u wybrzeży południowej Afryki i w różnych częściach południowego Pacyfiku. Znane są też z wód Australii i Nowej Zelandii.
W zachodniej części Oceanu Atlantyckiego spotykano je u brzegów Gujany Francuskiej, Gujany i Surinamu. We wschodnim regionie w Zatoce Biskajskiej, u wybrzeży Madery, Francji i Portugalii.

## Anatomia
Prawdopodobnie największym opisanym okazem mitsukuriny jest samica złowiona w 2000 roku w Zatoce Meksykańskiej; na podstawie analizy zdjęć okazu Parsons, Ingrmam i Havard (2002) oszacowali jego długość na co najmniej 540 cm. Inny znany okaz, samiec złowiony w pobliżu wyspy Oshima w 1967 roku, mierzył podobno 367 cm i ważył 169,5 kg. Yano i jego współautorzy podają za Hayashim, że w latach 70. XX w. złowiono 500 cm okaz w zatoce Suruga. W pracy tych samych autorów przeciętna długość wynosiła u samców od 81,7 do 208,5 cm przy wadze 0,7-19,7 kg, a u samic odpowiednio 92,8-196,1 cm i 1-18 kg. Mitsukurina ma typowe dla rekinów wrzecionowate ciało, jednak płetwy nie są typowo dla rekinów ostro zakończone, ale krótkie i zaokrąglone. Tułów jest spłaszczony, stosunkowo wąski, bardzo miękki i wiotki. Płetwa odbytowa i płetwy piersiowe są większe niż płetwy grzbietowe. Płetwa ogonowa heterocerkalna, ze znacząco większym górnym płatem i pozbawiona płata środkowego.
Ryba ma różowobiałą lub różowoszarą barwę, dzięki prześwitującej przez półprzeźroczystą skórę siatce naczyń. Płetwy są niebieskawe. Pośmiertnie rekiny te przybierają szarawą barwę, przechowywane w alkoholu lub formalinie brązowieją. Oczy mitsukuriny są pozbawione migotki. Zęby przednie są wysokie i wąskie, pozostałe niższe i szersze, przystosowane do miażdżenia pokarmu. Wzór zębowy to (18-23)-(18-23)/(17-21)-(18-22) u samców i (19-23)-(18-23)/(18-21)-(18-22) u samic.
Od 5,2 do 14,7% masy ciała mitsukuriny stanowi jej wątroba. Nie wiadomo, jaką funkcję przystosowawczą ma tak powiększony narząd u tego gatunku.

## Biologia
Mitsukurina poluje prawdopodobnie przeszukując dno morskie przy użyciu swojego wydłużonego wyrostka na głowie, wyposażonego w wyspecjalizowane narządy zmysłowe. W żołądkach tych rekinów znajdywano małe ryby, skorupiaki i głowonogi. Dzięki wysuwalnym szczękom mitsukurina przypuszczalnie wciąga do paszczy drobne organizmy wypłoszone pyskiem z dna oceanu. Domniema się, że tak jak inne lamnokształtne, jest gatunkiem jajożyworodnym (aczkolwiek nie odłowiono do tej pory ani jednej ciężarnej samicy).
Mitsukurina jest dużym zwierzęciem i dorosłe osobniki prawdopodobnie nie mają naturalnych wrogów. Opisano dwa gatunki tasiemców, pasożytujących wyłącznie u przedstawicieli tego gatunku rekina: Litobothrium amsichensis i Marsupiobothrium gobelinus.

## Znaczenie gospodarcze
Znaczenie gospodarcze tych ryb jest minimalne. Okazjonalnie trafiają się przy trałowaniu przy użyciu włoków, czasem podczas połowów na głębinowe takle (sznury haczykowe) lub przy użyciu sieci skrzelowych. Złapane zwykle są suszone i solone i w tej postaci trafiają na rynek.

## Historia odkrycia
Gatunek został opisany po raz pierwszy w 1898 roku przez Davida Starra Jordana pod nazwą Mitsukurina owstoni, na podstawie mierzącego 107 cm samca złapanego w zatoce Sagami w pobliżu Jokohamy. Holotyp przechowywany był w Muzeum Zoologicznym Uniwersytetu Tokijskiego, ale został zagubiony.
Kolejny okaz został opisany w 1909 roku pod nazwą Scapanorhynchus jordani przez Louisa Hussakofa. Przez pewien czas rodzaj Scapanorhynchus był w użyciu, a obowiązującą nazwą była Scapanorhynchus owstoni. Signeux w 1949 i Cappetta w 1980 roku, porównując skamieniałości Scapanorhynchus i mitsukurinę, opisali znaczące różnice w budowie płetw i uzębieniu. Obecnie, w użyciu jest nazwa Mitsukurina owstoni, a Scapanorhynchus owstoni jest młodszym synonimem.
Znane są wymarłe pokrewne gatunki, zaliczane do rodzajów Scapanorhynchus i Anomotodon.
Nazwa rodzajowa Mitsukurina honoruje Kakichiego Mitsukuri, japońskiego zoologa z Uniwersytetu Tokijskiego, który dostarczył Jordanowi złowioną rybę do oznaczenia i opisania. Nazwa gatunkowa upamiętnia Allana Owstona, który kupił tę rybę od japońskiego rybaka.
Nazwa angielska (goblin shark) i japońska (tengu-zame) oznacza w tłumaczeniu rekina-goblina. W japońskiej tradycji tengu to demon o długim nosie. Nazwę japońską wymyślili japońscy rybacy, którzy znali gatunek ze sporadycznych znalezisk w połowach, zanim został on opisany naukowo.
W 2008 roku udało się po raz pierwszy sfilmować mitsukurinę w środowisku naturalnym.